# Khekada
Khekada ist eine Stadt im indischen Bundesstaat Uttar Pradesh. Die Stadt ist Teil der National Capital Region.
Die Stadt ist Teil des Distrikts Baghpat. Khekada hat den Status eines Nagar Panchayat. Die Stadt ist in 19 Wards gegliedert. Sie hatte am Stichtag der Volkszählung 2011 insgesamt 48.676 Einwohner, von denen 26.053 Männer und 22.623 Frauen waren. Hindus bilden mit einem Anteil von über 64 % die größte Gruppe der Bevölkerung in der Stadt gefolgt von Muslimen mit über 32 %. Die Alphabetisierungsrate lag 2011 bei 74,86 %.
Der Bahnhof wurde 1972 von Indira Gandhi als Breitspurstrecke eingeweiht, davor war es eine Schmalspurstrecke.